# Gare d'Izumi
La gare d'Izumi (出水駅, Izumi-eki) est une gare ferroviaire de la ville d'Izumi, dans la préfecture de Kagoshima, au Japon. La gare est exploitée par les compagnies JR Kyushu et Hisatsu Orange Railway.

## Situation ferroviaire
La gare d'Izumi est située au point kilométrique (PK) 210,1 de la ligne Shinkansen Kyūshū et au PK 65,6 de la ligne Hisatsu Orange Railway.

## Histoire
La gare a été inaugurée le 15 octobre 1923.

## Service des voyageurs

### Accueil
La gare dispose d'un bâtiment voyageurs ouvert tous les jours, avec des guichets et des automates pour l'achat de titres de transport.

### Desserte
- Ligne Hisatsu Orange Railway :
  - voies 1, 2 et 3 : direction Yatsushiro ou Sendai
- Ligne Shinkansen Kyūshū :
  - voie 11 : direction Hakata et Shin-Osaka
  - voie 12 : direction Kagoshima-Chūō